# Teodor Skuminowicz
Teodor Skuminowicz herbu Mikulicz (ur. ?, zm. 24 września 1668) – polski duchowny rzymskokatolicki, sufragan białoruski diecezji wileńskiej.

## Biografia
Urodził się i wychował w rodzinie prawosławnej. W późniejszych latach konwertował na katolicyzm.
12 sierpnia 1652 mianowany biskupem pomocniczym wileńskim oraz biskupem in partibus infidelium gratianopolitańskim. 29 września 1652 w Rzymie przyjął sakrę biskupią z rąk kard. Marcantonio Franciottiego. Współkonsekratorami byli arcybiskup benewentyński Giovan Battista Foppa CO oraz emerytowany biskup Borgo San Donnino Ranuccio Scotti Douglas. Sakra odbyła się w Wiecznym Mieście, gdyż bp Skuminowicz musiał uzyskać dyspensę papieską, która była wymagana do zostania biskupem przez osoby urodzone ze schizmatyckich rodziców i wychowanych w innej konfesji.
Pochowany w katedrze Św. Stanisława i Św. Władysława w Wilnie.